# Callie Swart
Callie Swart (Pretoria, 29 april 1966) is een Zuid-Afrikaans golfprofessional, die actief was op de Sunshine Tour.

## Loopbaan
Swart begon als een golfamateur en won meerdere golftoernooien zoals de Springbok Colours, in 1993.
In 1994 werd Maritz een golfprofessional en hij speelde meteen op de Sunshine Tour. In juli 1998 behaalde hij zijn eerste profzege door de Vodacom Series: Mpumalanga te winnen.
In 2013 speelde Swart voor de laatste keer een volledige golfseizoen op de Sunshine Tour.

## Prestaties

### Professional
Sunshine Tour
| Nr. | Datum            | Toernooi                    | Score        | Score | Info  |
| --- | ---------------- | --------------------------- | ------------ | ----- | ----- |
| 1   | 12 juli 1998     | Vodacom Series: Mpumalanga  | 66+67+69=202 | –11   | [ 1 ] |
| 2   | 9 september 2001 | Goldfields Powerade Classic | 67+74+66=207 | –9    | [ 2 ] |